# Aethopyga pulcherrima
El suimanga submontano (Aethopyga pulcherrima) es una especie de ave paseriforme de la familia Nectariniidae endémica de Filipinas.

## Distribución y hábitat
Se encuentra únicamente en las islas de Basilán, Dinagat, Siargao, Bilirán, Sámar, Leyte y Mindanao. Su hábitat natural son los bosques húmedos tropicales.